# Lophornis
Lophornis  (koketkolibries) is een geslacht van vogels uit de familie kolibries (Trochilidae) en de geslachtengroep Lesbiini (komeetkolibries).

## Soorten
Het geslacht kent de volgende soorten:
- Lophornis adorabilis  – Witkuifkoketkolibrie
- Lophornis brachylophus  – Kortkuifkoketkolibrie
- Lophornis chalybeus  – Gepluimde koketkolibrie
- Lophornis delattrei  – Vuurkuifkoketkolibrie
- Lophornis gouldii  – Goulds koketkolibrie
- Lophornis helenae  – Zwartkuifkoketkolibrie
- Lophornis magnificus  – Gekraagde koketkolibrie
- Lophornis ornatus  – Gekuifde koketkolibrie
- Lophornis pavoninus  – Pauwkoketkolibrie
- Lophornis stictolophus  – Roodkuifkoketkolibrie
- Lophornis verreauxii  – Groenkuifkoketkolibrie